# Trzebiechów (gmina)
Trzebiechów – gmina wiejska w województwie lubuskim, w powiecie zielonogórskim. W latach 1975–1998 gmina położona była w województwie zielonogórskim.
Siedziba gminy to Trzebiechów.
Według danych z 30 czerwca 2004 gminę zamieszkiwało 3268 osób.

## Ochrona przyrody
Na obszarze gminy częściowo znajduje się rezerwat przyrody Radowice chroniący zbiorowiska łęgu jesionowo-olszowego i lasu dębowo-grabowego na silnie urzeźbionej krawędzi wysoczyzny polodowcowej.

## Struktura powierzchni
Według danych z roku 2002 gmina Trzebiechów ma obszar 80,99 km², w tym:
- użytki rolne: 60%
- użytki leśne: 25%

Gmina stanowi 5,16% powierzchni powiatu.

## Demografia

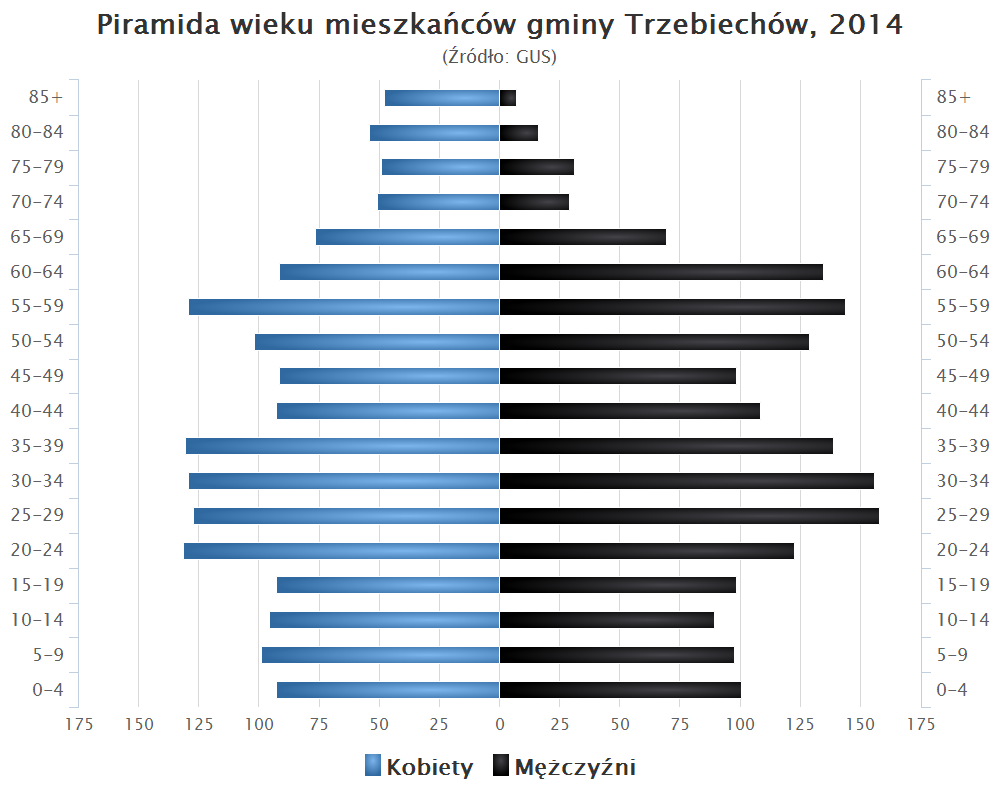
Piramida wieku mieszkańców gminy Trzebiechów w 2014 roku

Dane z 30 czerwca 2004:
| Opis                              | Ogółem | Ogółem | Kobiety | Kobiety | Mężczyźni | Mężczyźni |
| --------------------------------- | ------ | ------ | ------- | ------- | --------- | --------- |
| jednostka                         | osób   | %      | osób    | %       | osób      | %         |
| populacja                         | 3268   | 100    | 1621    | 49,6    | 1647      | 50,4      |
| gęstość zaludnienia (mieszk./km²) | 40,4   | 40,4   | 20      | 20      | 20,3      | 20,3      |

## Sołectwa
Borek, Gębice, Głuchów, Ledno-Głęboka, Mieszkowo, Ostrzyce, Podlegórz, Radowice, Swarzynice, Trzebiechów.
Miejscowości bez statusu sołectwa: Sadowo, Trzebiechów (osada leśna).

## Sąsiednie gminy
Bojadła, Kargowa, Sulechów, Zabór